# Jean Merlin Nziemi
Jean Merlin Nziemi (ur. 13 października 1974 w Flers) – kameruński siatkarz.
Debiutował w klubie Sonel VB. Obecnie reprezentuje barwy Saint-Nazaire Volley-Ball Atlantique.